# زانکت یوهان ایم ساگوتال
زانکت یوهان ایم ساگوتال (به آلمانی: Sankt Johann im Saggautal) یک منطقهٔ مسکونی در اتریش است که در لیبنیتس واقع شده‌است. زانکت یوهان ایم ساگوتال ۲۶٫۹۸ کیلومتر مربع مساحت دارد ۳۱۶ متر بالاتر از سطح دریا واقع شده‌است.